# مهندس التصميم

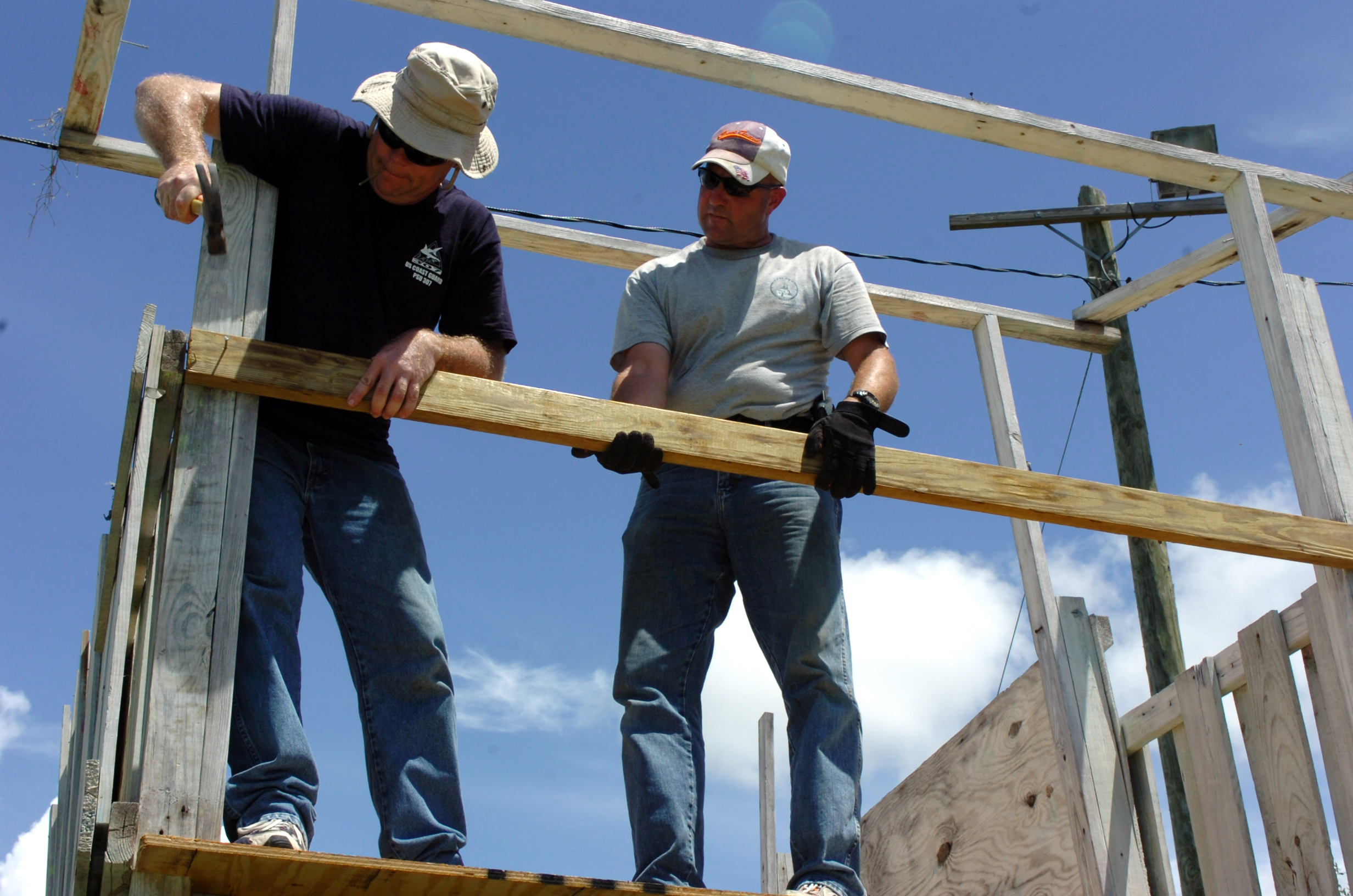

مهندس التصميم هو الشخص الذي يقوم أو يشارك بعملية التصميم لأي من الأمور المندرجة ضمن تخصص الهندسة المدنية، أو الميكانيكية، أو الكهربائية، أو الإلكترونية، أو الكيميائيّة، أو الفضائية، أو النووية، وغيرهم من تخصصات الهندسة، ويميل مهندس التصميم إلى العمل على المنتجات والأنظمة التي تطلّب استخدام تقنيّات رياضيّة وعلميّة معقّدة. وتتركّز جهودهم على استخدام الفيزياء الهندسية والعلوم لإيجاد وتطوير حلولٍ تخدم المجتمعات.
غالبًا ما يعمل مهندس التصميم ضمن فريق مكوّن من مهندسين ومصممين آخرين، ويعملون معًا من أجل تطوير وإيجاد تصاميم مفاهيميّة ودقيقة تضمن تحقيق المنتجات المُطوَّرة لأهدافها بشكل كاملٍ، كما أنهم يعملون مع المهندسين الصناعيين والمسوّقين لتطوير المنتجات من أجل تلبية مطالب المستهلكين التي توجّه الجهود التصميميّة في الغالب. وفي معظم التخصصات الهندسيّة، فإن ما يميّز مهندس التصميم عن مهندس التخطيط في عمليّة التصميم هو أن مهندسي التخطيط يهتمّون بالتحليل، في حين يهتمّ مهندسو التصميم بالتوليف والتركيب الاصطناعيّ.
وعندما يتعلّق التصميم بقضيّة السلامة العامة، فعندئذٍ يجب على المهندس المصمم أن يكون مرخّصًا.

## مهام مهندس التصميم
غالبًا ما يعمل مهندسو التصميم ضمن فريقٍ مع مصممين آخرين لرسم وإنشاء المخططات اللازمة لعمل النماذج المبدئيّة والإنتاج، وكذلك في حال المنشآت والأبنية، واليوم، وباستخدام البرامج الحديثة في النمذجة، أصبح المهندسون المصممون قادرين على رسم المخططات بأنفسهم.

### نماذج ألفا
المسؤولية الثانية لدى مهندسي التصميم تتضمن إنشاء وخلق النماذج المبدئيّة، حيث يتم عمل نموذج للمنتج واختباره ومراجعته. ونماذج ألفا الابتدائية إما أن تكون وظيفيّة وعملية أو غير وظيفيّة، حيث تستخدم النماذج المبدئية الوظيفية لعمل الاختبارات، أما النماذج المبدئية غير الوظيفية فهي تستخدم لملائمة وتشكيل الفحوص. كما يتم استخدام وعمل النماذج المبدئيّة الافتراضيّة لإيجاد حلول أو تطوير أمور متعلقة بالبرمجيّات مثلًا. ما يميّز هذه المرحلة أنه يتم فيها إيجاد العيوب وتصحيحها، وتصنيع التركيبات المختلفة، وتطوير التعبئة والتغليف.

### نماذج بيتا
عندما يتم الانتهاء من نماذج ألفا المبدئيّة بعد عددٍ من المحاولات، تأتي في المرحلة التالية نماذج بيتا المبدئيّة، حيث يعمل مهندس التصميم مع المهندس الصناعيّ ومهندس التركيبات ومهندس الجودة على استعراض تشغيلٍ مبدئيٍّ للمكونات والتركيبات. غالبًا ما يقوم مهندس التصميم بعمل تحسينات وتطويرات وتصحيحات مطلوبة على المنتج خلال فترة حياته، كما أنه يعمل بشكل متكاملٍ مع مهندس التصنيع خلال دورة حياة المنتج.